# Ernst Waidelich
Ernst Friedrich Waidelich (geboren am 24. Oktober 1909 in Calw; gestorben am 23. Mai 1986 in Leonberg) war ein deutscher Maler und Illustrator, der sowohl in Deutschland als auch in den USA tätig war.

## Leben
Waidelich wurde 1926/29 an der Kunstgewerbeschule Pforzheim zum Gebrauchsgrafiker ausgebildet. Anfang der 30er Jahre emigrierte Waidelich in die USA, wo er in New York City lebte und arbeitete. Er arbeitete 1932/40 für das Vogue Magazin New York und für dessen Herausgeber Conde Nast Publ. Inc. New York. Nach dem Zweiten Weltkrieg kehrte er nach Deutschland zurück und war im Entlassungslager Munsterlager bei einer britischen Einheit beschäftigt. Dort entstand ein holzgeschnitztes Schachspiel mit den politischen Größen der Zeit. Er gestaltete für Daco Stuttgart ab 1954 Der weiße Strom, die Jubiläumszeitschrift der Allgäuer Alpenmilch, München, und die Zeitschrift Die Leistung. Bis zu seiner Rente war er beim Staatstheater Stuttgart als Kulissenmaler angestellt.

## Auszeichnungen
Für Arbeiten im Atelier Lohrer, Stuttgart, erhielt er 1953 und 1954 den 2. Preis.